# Джордж Шульц
Джордж Претт Шульц (англ. George Pratt Shultz; 13 грудня 1920, Нью-Йорк — 6 лютого 2021) — американський політик і державний діяч, держсекретар США за президентства Р. Рейгана.

## Біографія
Народився в Нью-Йорку. В 1938 році закінчив школу Loomis Chaffee School в Коннектикуті, потім навчався в Принстонському університеті, де здобув ступінь бакалавра економіки в 1942 році. Після цього вступив до Корпусу морської піхоти США, де служив до 1945 року і дослужився до капітана. У 1949 році здобув ступінь PhD з промислової економіки в Массачусетському технологічному інституті.
Під час служби на Гаваях зустрів свою майбутню дружину Олену Марію О'Брайен (Helena Maria «Obie» O'Brien, 1915—1995). У них було п'ятеро дітей. У 1997 уклав шлюб із Шарлоттою Мейліард Свіг (Charlotte Mailliard Swig) у Сан-Франциско.
Викладав на економічному факультеті та в школі менеджменту Массачусетського технологічного інституту з 1948 по 1957, з перервою в 1955, коли він працював у раді економічних радників президента Ейзенхауера. В 1957 році Шульц перейшов до школи бізнесу Чиказького університету, де став деканом в 1962 році.
Був міністром праці в адміністрації Річарда Ніксона з 1969 по 1970 рік, після чого став директором Адміністративно-бюджетного управління Президента США. З травня 1972 по травень 1974 року був міністром фінансів. У цей період був припинений Золотий стандарт долара і згорнута Бреттон-Вудська система.

### Державний секретар США

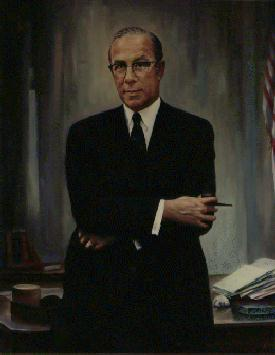
Офіційний портрет Шульца

В 1974 році залишив уряд, щоб стати головою та директором корпорації Bechtel. 16 липня 1982 року був призначений президентом Рональдом Рейганом Державним секретарем США. Деякими вважався «голубом» у зовнішній політиці. З іншого боку Шульц був провідним захисником вторгнення США в Нікарагуа. В 1983 році сказав в Конгресі що: «Ми повинні вирізати Нікарагуанську ракову пухлину». Він також висловлювався проти переговорів з урядом Даніеля Ортеги. Під час Першої інтифади (див. Арабо-ізраїльський конфлікт), Шульц запропонував міжнародну угоду про автономію для Західного берега річки Йордан і сектора Газа. Був присутній на похоронах Леоніда Ілліча Брежнєва 15 листопада 1982 в Москві.

### Подальше життя
Шульц покинув уряд 20 січня 1989 року, але у далі залишається одним зі стратегів Республіканської партії. Шульц здивував багатьох, першим з великих республіканців закликавши до легалізації легких наркотиків. Він підписався під зверненням, опублікованому в New York Times 8 червня 1998 року, яка твердила «Ми вважаємо, що глобальна війна з наркотиками зараз приносить більше шкоди, ніж самі наркотики».
У серпні 2003 році Шульц був призначений співголовою (разом з Ворреном Баффетом) Ради з економічного відновлення Каліфорнії, групи радників кандидата в губернатори Каліфорнії Арнольда Шварценеггера.
25 вересня 2007 році разом з кількома іншими держсекретарями США у відставці підписав лист, що закликає Конгрес США не приймати резолюцію 106 про геноцид вірмен